# 1948년 하계 올림픽 이란 선수단
이란은 1948년 7월 29일부터 8월 14일까지 영국 런던에서 열린 제14회 하계 올림픽에 참가했다.

## 메달 집계

### 종목별 참가 선수 및 메달 집계
| 종목 | 참가 선수 | 1 | 2 | 3 | 합계 |
| 역도 | 1         | 1 | 1 |   | 2    |
| 육상 | 3         |   |   |   | 0    |
| 사격 | 3         |   | 1 | 2 | 3    |
| 체조 | 1         |   |   |   | 0    |
| 펜싱 | 1         | 0 | 0 | 1 | 1    |
| 합계 | 4         | 0 | 0 | 0 | 0    |